# 乾柴烈火
《乾柴烈火》是2002年上映的香港電影。由古天樂、楊千嬅領銜主演，葉偉信導演。

## 剧情
女性雜誌淑女和男性雜誌紳士，被大美人作家Michelle(陳慧珊飾)收購，準備合併為新雜誌Boku。
認識中藥的Alice (楊千嬅飾)是淑女小記者，Ryan(古天樂飾)則是紳士副總編，深受女性歡迎。
Alice對Ryan一見鍾情，但Ryan心裡只有Michelle。
Alice上深山訪問奇人，回程時掉了眼鏡，打電話回公司求救，Ryan往救她，卻意外跌傷，
從此Alice每天煲老火湯給Ryan作藥療，又助他布置新居。後來Ryan得悉她的心意故作逃避，Alice黯然辭職。
一日，Ryan在昔日一起布置的家中懷念起Alice...

## 演员
| 演员   | 角色     | 备注           |
| 古天樂 | Ryan Li  |                |
| 楊千嬅 | 徐愛嬅   |                |
| 陳慧珊 | 陳狄珊   |                |
| 黃偉文 |          | 深圳八屆散打王 |
| 羅莽   | 徐英彪   | Alice之父      |
| 苑瓊丹 |          | Alice之母      |
| 陳敏之 | Phoebe   |                |
| 張達明 | 陳飛揚   | Alice師叔      |
| 鄒凱光 | 歐陽秋生 |                |
| 杜汶澤 | 司徒秋生 |                |
| 張學潤 | Nel Nel  |                |
| 黃一飛 | 醫師     | 客串           |
| 何故   | Pal Pal  |                |

## 歌曲
- 主題曲：友誼小姐 (主唱：楊千嬅)
- 插曲：楊千嬅 (主唱：楊千嬅)

## 外部連結
- 香港影庫上《乾柴烈火》的資料（繁體中文）
- 開眼電影網上《乾柴烈火》的資料（繁體中文）
- 时光网上《乾柴烈火》的資料（简体中文）
- 豆瓣电影上《乾柴烈火》的資料 （简体中文）
- 爛番茄上《乾柴烈火》的資料（英文）
- 互联网电影数据库（IMDb）上《乾柴烈火》的资料（英文）